# Campeões internacionais de dança latino-americano
Lista dos campeões internacionais de dança latino e americana participantes dos International Latin American Dance Championships (formalmente chamados Elsa Wells International Dance Championships, ou somente International Championships) criados na década de 1950 (após a Segunda Guerra Mundial) na Inglaterra pela inglesa Elsa Wells, quando os padrões de coreografia, ensino e, julgamento para essas danças foram estabilizados. Atualmente são organizados pela Dance News special events e, inclui todas as categorias de dança de salão do International Style Standard e International Style Latin.
Ocorreu, após um período de debate e discussão iniciado por Monsieur Pierre e seus associados. Embora de origem e organização inglesas, os campeonatos eram abertos ao mundo, como é o caso hoje de todos os principais campeonatos de salão realizados na Inglaterra. Existem duas séries principais, uma para profissionais e outra para amadores, além de várias categorias limitadas por idade. A divisão entre amador e profissional persistiu na dança de salão muito depois de ter desaparecido na maioria dos outros esportes e passatempos.
As etapas finais dos títulos Amateur e Professional Standard e da América Latina são sempre realizadas no Royal Albert Hall, em Londres. A qualificação para essas fases finais e os campeonatos para outras categorias (Juvenil, Sub 14, Júnior, Sub 21, Sênior, Pro Rising Stars) são realizados em um evento preliminar de dois dias antes das finais principais em Brentwood (Essex). Os juízes não ingleses são sempre incluídos nos painéis de julgamento. É um dos maiores eventos regulares e internacionais da dança de salão.
Esta lista de competição não é a mesma dos Campeonatos Mundiais WDC posteriores. O International Professional Latin e Standard Championships agora fazem parte da World Super Series do Conselho Mundial de Dança.

## As danças
De acordo com os regulamentos do British Dance Council (BDC, Conselho Britânico de Dança), a competição latino-americana compreende cinco ritmos de danças: cha-cha-cha, samba, rumba, pasodoble e, jive; a base das danças é descrita em textos padrão. Ja a coreografia avançada, no entanto, rompeu as limitações tradicionais da dança social, e mais obviamente nas danças latinas e americanas do que nas danças de salão (Modern ou Standard).

## Adjudicação
Os dias de qualificação e eventos menores em Brentwood tiveram, em 2009, três painéis de julgamento de oito ex-campeões e outros profissionais importantes. As primeiras rodadas tinham um painel de oito, alternando. As semifinais e finais de eventos menores tiveram os dois painéis. No Royal Albert Hall, havia quatro painéis, cada um com 19 juízes. As semifinais e finais dos títulos amador e profissional foram julgadas por um painel separado.  Isso pode ser contrastado favoravelmente com o número de juízes usados para os eventos dos Jogos Olímpicos que dependem de julgamento, como dança no gelo e mergulho . Os resultados e os detalhes do julgamento (marcas para cada finalista por cada adjudicador) são publicados após o evento. 

## Campeões Internacionais Profissionais
| 1953 | Jack Orton-Smith & Norma Noble        | England              |
| 1954 | Leonard Patrick & Doreen Key          | England              |
| 1955 | James Arnell & Jillian La Valette     | England              |
| 1956 | James Arnell & Jillian La Valette     | England              |
| 1957 | James Arnell & Jillian La Valette     | England              |
| 1958 | James Arnell & Jillian La Valette     | England              |
| 1959 | James Arnell & Jillian La Valette     | England              |
| 1960 | Walter Laird & Lorraine Reynolds      | England/Sweden       |
| 1961 | Jimmy Hulbert & Carol Dourof          | England              |
| 1962 | Walter Laird & Lorraine Reynolds      | England/Sweden       |
| 1963 | Walter Laird & Lorraine Reynolds      | England/Sweden       |
| 1964 | Robert & Marguerite O'Hara            | England              |
| 1965 | James Arnell & Jillian La Valette     | England              |
| 1966 | Robert & Marguerite O'Hara            | England              |
| 1967 | Robert & Marguerite O'Hara            | England              |
| 1968 | Robert & Marguerite O'Hara            | England              |
| 1969 | Robert & Marguerite O'Hara            | England              |
| 1970 | Michael Stylianos & Lorna Lee         | England              |
| 1971 | Michael Stylianos & Lorna Lee         | England              |
| 1972 | Michael Stylianos & Lorna Lee         | England              |
| 1973 | Michael Stylianos & Lorna Lee         | England              |
| 1974 | Michael Stylianos & Lorna Lee         | England              |
| 1975 | Alan & Hazel Fletcher                 | England              |
| 1976 | Alan & Hazel Fletcher                 | England              |
| 1977 | Alan & Hazel Fletcher                 | England              |
| 1978 | Peter Maxwell & Lynn Harman           | England              |
| 1979 | Alan & Hazel Fletcher                 | England              |
| 1980 | Alan & Hazel Fletcher                 | England              |
| 1981 | Espen & Kirsten Salberg               | Norway               |
| 1982 | Espen & Kirsten Salberg               | Norway               |
| 1983 | Sammy & Shirley Stopford              | England              |
| 1984 | Donnie Burns & Gaynor Fairweather     | Scotland/England     |
| 1985 | Donnie Burns & Gaynor Fairweather     | Scotland/England     |
| 1986 | Donnie Burns & Gaynor Fairweather     | Scotland/England     |
| 1987 | Donnie Burns & Gaynor Fairweather     | Scotland/England     |
| 1988 | Donnie Burns & Gaynor Fairweather     | Scotland/England     |
| 1989 | Donnie Burns & Gaynor Fairweather     | Scotland/England     |
| 1990 | Donnie Burns & Gaynor Fairweather     | Scotland/England     |
| 1991 | Donnie Burns & Gaynor Fairweather     | Scotland/England     |
| 1992 | Donnie Burns & Gaynor Fairweather     | Scotland/England     |
| 1993 | Sammy Stopford & Barbara McColl       | England              |
| 1994 | Donnie Burns & Gaynor Fairweather     | Scotland/England     |
| 1995 | Corky & Shirley Ballas                | U.S.A./England       |
| 1996 | Donnie Burns & Gaynor Fairweather     | Scotland/England     |
| 1997 | Jukka Haapalainen & Sirpa Suutari     | Finland              |
| 1998 | Bryan Watson & Karen Hardy            | South Africa/England |
| 1999 | Jukka Haapalainen & Sirpa Suutari     | Finland              |
| 2000 | Bryan Watson & Carmen Vincelj         | South Africa/Germany |
| 2001 | Bryan Watson & Carmen Vincelj         | South Africa/Germany |
| 2002 | Bryan Watson & Carmen Vincelj         | South Africa/Germany |
| 2003 | Bryan Watson & Carmen Vincelj         | South Africa/Germany |
| 2004 | Bryan Watson & Carmen Vincelj         | South Africa/Germany |
| 2005 | Bryan Watson & Carmen Vincelj         | South Africa/Germany |
| 2006 | Bryan Watson & Carmen Vincelj         | South Africa/Germany |
| 2007 | Bryan Watson & Carmen Vincelj         | South Africa/Germany |
| 2008 | Michael Malitowski & Joanna Leunis    | Poland/Belgium       |
| 2009 | Michael Malitowski & Joanna Leunis    | Poland/Belgium       |
| 2010 | Michael Malitowski & Joanna Leunis    | England              |
| 2011 | Michael Malitowski & Joanna Leunis    | England              |
| 2012 | Riccardo Cocchi & Yulia Zagoruychenko | U.S.A.               |
| 2013 | Michael Malitowski & Joanna Leunis    | England              |
| 2014 | Michael Malitowski & Joanna Leunis    | England              |
| 2015 | Riccardo Cocchi & Yulia Zagoruychenko | U.S.A.               |
| 2016 | Riccardo Cocchi & Yulia Zagoruychenko | U.S.A.               |
| 2017 | Riccardo Cocchi & Yulia Zagoruychenko | U.S.A.               |
| 2018 | Riccardo Cocchi & Yulia Zagoruychenko | U.S.A.               |

## Campeões Internacionais Amadores
| 1953     | James Arnell & Estrella Pescador                             | England/Spain |
| 1954     | tie: Derek & Rose Bassi and Teddie Atkinson & Audrey Tessier | England       |
| 1955     | Derek & Rose Bassi                                           | England       |
| 1956     | James Hayes & Eileen Pollard                                 | England       |
| 1957     | James Hayes & Eileen Pollard                                 | England       |
| 1958     | James Hayes & Eileen Pollard                                 | England       |
| 1959     | Robert O'Hara & Margaret Nuthall                             | England       |
| 1960     | Ronald Smith & Jill Stevens                                  | England       |
| 1961     | Ronald Smith & Jill Stevens                                  | England       |
| 1962     | Alan Shaw & Ann Tinkley                                      | England       |
| 1963     | John Brogan & Valerie Ritter                                 | England       |
| 1964     | Barnie Conway & Evelyn Hislop                                | Scotland      |
| 1965     | Barnie Conway & Evelyn Hislop                                | Scotland      |
| 1966     | Barnie Conway & Evelyn Hislop                                | Scotland      |
| 1967     | David Douglass and Janice Barb                               |               |
| 1968     | David Douglass and Janice Barb                               |               |
| 1969     | Alan & Hazel Fletcher                                        | England       |
| 1970     | Keith Brewer & Shirley Wardman                               | England       |
| 1971     | Alan & Hazel Fletcher                                        | England       |
| 1972     | Alan & Hazel Fletcher                                        | England       |
| 1973     | Peter Maxwell & Lynn Harman                                  | England       |
| 1974     | Ian & Ruth Walker                                            | England       |
| 1975     | Espen & Kirsten Salberg                                      | Norway        |
| 19761995 | veja dancesportinfo.net                                      | -             |
| 1996     | Ralf Müller & Olga Müller-Omeltchenko                        | Germany       |
| 1997     | Michael Wentink & Beata Onefater                             | South Africa  |
| 1998     | Michael Wentink & Beata Onefater                             | South Africa  |
| 1999     | Matthew Cutler & Nicole Cutler                               | England       |
| 2000     | Slavik Kryklyvyy & Joanna Leunis                             | Belgium       |
| 2001     | Andrej Škufca & Katarina Venturini                           | Slovenia      |
| 2002     | Franco Formica & Oksana Nikiforova                           | Germany       |
| 2003     | Franco Formica & Oksana Nikiforova                           | Germany       |
| 2004     | Franco Formica & Oksana Nikiforova Germany                   |               |
| 2005     | Riccardo Cocchi & Joanne Wilkinson                           | Italy         |
| 2006     | Peter Stokkebroe & Kristina Stokkebroe                       | Denmark       |
| 2007     | Maurizio Vescovo & Melinda Törökgyörgy                       | Hungary       |
| 2008     | Stefano Di Filippo & Anna Melnikova                          | Italy         |
| 2009     | Alexei Silde & Anna Firstova                                 | Russia        |
| 2010     | Zoran Plohl & Tatsiana Lahvinovich - Croatia                 |               |
| 2011     | Neil Jones & Ekaterina Sokolova                              | England       |
| 2012     | Neil Jones & Ekaterina Sokolova                              | England       |
| 2013     | Troels Bager & Ina Jeliazkova                                | Denmark       |
| 2014     | Troels Bager & Ina Jeliazkova                                | Denmark       |
| 2015     | Nikita Brovko & Olga Urumova                                 | Russia        |
| 2016     | Morten Lowe & Roselina Doneva                                | Denmark       |
| 2017     | Ferdinando Iannaconne & Yulia Musikhina-Iannaconne           | Italy         |
| 2018     | Ferdinando Iannaconne & Yulia Musikhina-Iannaconne           | Italy         |
| 2019     | Ferdinando Iannaconne & Yulia Musikhina-Iannaconne           | Italy         |